# 羅德里格斯秧雞
羅德里格斯秧雞是一種已滅絕的鳥類。牠們肥胖及不能飛行，身體呈灰色，喙、雙腳及眼睛呈紅色。牠們比毛里裘斯的紅秧雞較細小。喙堅硬，但大小及形狀不一，一些的較短直，另一些則較長及彎曲。這是否與兩性異形、個別變種、或因食物而造成的遺傳可塑性有關就不得而知。
由於較大型的羅德里格斯渡渡鳥是生活在較深入的森林中，比牠們早滅絕的羅德里格斯秧雞可能主要是在島上近岸的森林出沒。若牠們生活在相同的棲息地中，羅德里格斯渡渡鳥就應該會較羅德里格斯秧雞早滅絕。羅德里格斯秧雞是吃細小的無脊椎動物，在龜繁殖的季節會吃龜蛋增肥，故牠們會因應季節而變得肥胖或瘦削。牠們會發出連續的笛聲，但警報聲則像打嗝。不過從來未有發現牠們的蛋及巢穴。

## 滅絕
羅德里格斯秧雞被早期殖民者大量獵殺作為食物。牠們的脂肪呈鮮橙色，相信對疾病後復原有幫助。牠們像紅秧雞般被捕殺：讓牠們看見紅布後，當牠們追擊紅布時，從而誘捕牠們。由於牠們是在沒有掠食者的環境下演化，牠們變得不怕人類。雖然羅德里格斯秧雞可以抵抗入侵的大家鼠，但卻不能抵擋人類的獵殺。牠們最終於1761年滅絕。現今只存有兩份有關牠們的描述，及大量的骨頭亞化石。